# Katharina Woll
Katharina Woll (* 1984 in München) ist eine deutsche Filmregisseurin und Drehbuchautorin.

## Leben
Katharina Woll wurde 1984 in München geboren. Nach dem Abitur lebte sie mehrere Monate in der ecuadorianischen Hauptstadt Quito und assistierte dort dem deutschen Dokumentarfilmer Siegmund Thies. Ab 2004 studierte Woll Film- und Theaterwissenschaften, Politik und Kunstgeschichte in Erlangen, München und Buenos Aires. Während ihres Studiums arbeitete sie als Regieassistentin, unter anderem bei Knistern der Zeit – Christoph Schlingensief und sein Operndorf. Außerdem absolvierte sie Regiehospitanzen bei René Pollesch an den Münchner Kammerspielen und bei Armin Petras am Thalia Theater Hamburg. Von 2011 bis 2019 studierte Woll Regie an der Deutschen Film- und Fernsehakademie Berlin.
Gemeinsam mit Florian Plumeyer, der ebenfalls an der Deutschen Film- und Fernsehakademie Berlin studierte, schrieb Woll das Drehbuch für ihren Film Alle wollen geliebt werden, der im Juni 2022 beim Filmfest München seine Premiere feierte. Plumeyer schrieb bereits das Drehbuch für Wolls Kurzfilm Ihr Sohn von 2015.

## Filmografie
- 2014: Elisabeth (Kurzfilm)
- 2014: Fliegen (Kurzfilm)
- 2014: Not Funny! (Kurzfilm)
- 2015: Ihr Sohn (Kurzfilm)
- 2022: Alle wollen geliebt werden
- 2024: Servus, Euer Ehren – Endlich Richterin (Fernsehfilm)

## Auszeichnungen
Cleveland International Film Festival
- 2023: Nominierung als Bester Film im International Narrative Competition (Alle wollen geliebt werden)[4]

Festival des deutschen Films
- 2022: Nominierung für den Filmkunstpreis (Alle wollen geliebt werden)

Fünf Seen Filmfestival
- 2022: Nominierung in der Sektion Perspektive Spielfilm (Alle wollen geliebt werden)

Miami Film Festival
- 2023: Nominierung für den Jordan Ressler First Feature Award (Alle wollen geliebt werden)[5]